# اللغة المندائية

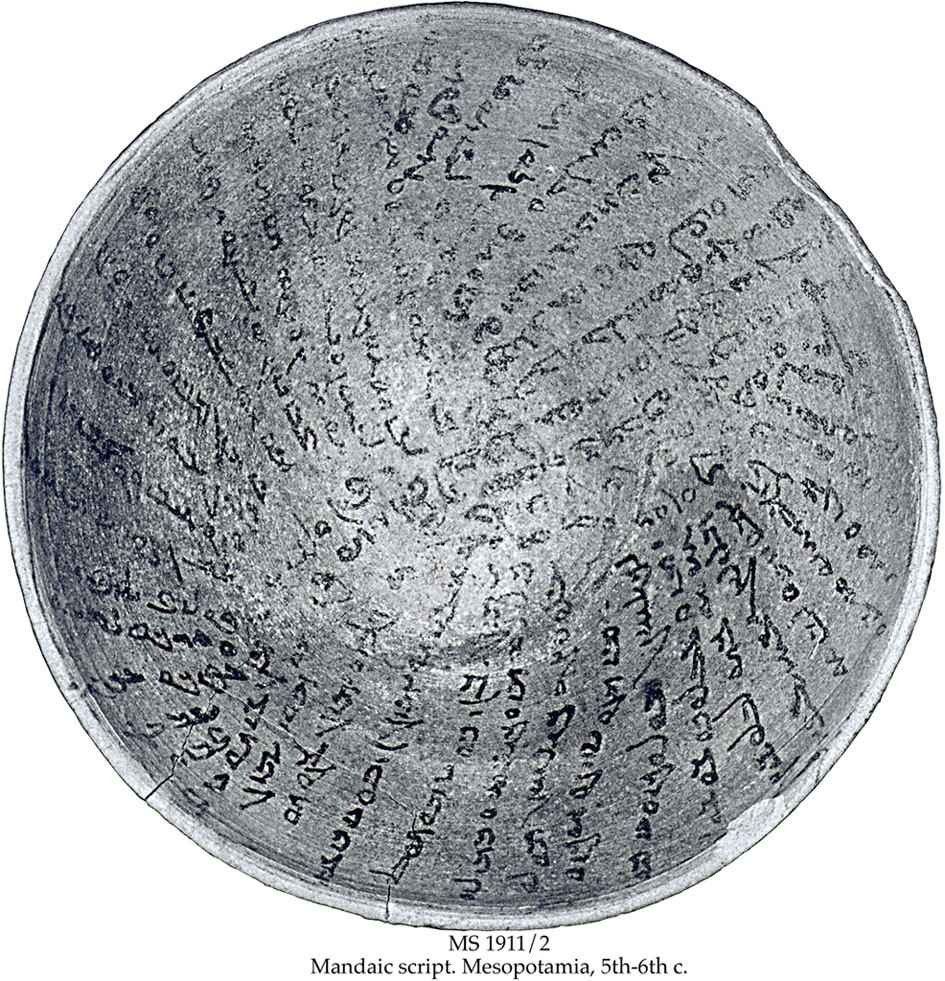
كتابات مندائية

اللغة المندائية هي اللغة الطقسية للديانة المندائية. تستخدم اللغة المندائية الكلاسيكية كلغة طقسية حيث دونت من خلالها الكتب الدينية للديانة الصابئية المندائية. في حين أن اللغة المندائية المحكية والتي تسمى الرطنة هي اللهجة الدارجة من المندائية التي يستخدمها عامة المندائيين في الحياة اليومية رغم أنها على حافة الانقراض حالياً حيث قل استخدامها في الحياة اليومية بشكل كبير، ويجدر بالذكر ان الرطنة يستخدمها مندائيو الأهواز على عكس مندائيي العراق الذين يستخدمون اللهجة العراقية الدارجة في حياتهم اليومية. وتتميز الرطنة بكونها مندائية غير صافية حيث أنها متأثرة بشكل كبير باللغتين العربية والفارسية.
و تصنف اللغة المندائية الكلاسيكية على أنها الفرع الآرامي الشرقي النقي حيث أنها تتميز بصرامتها وعدم تأثرها بأي لهجة أخرى من ناحية القواعد.

## تاريخ اللغة المندائية
كانت اللغة المندائية وهي إحدى اللغات الآرامية اللغة المنتشرة في بطائح العراق (جنوب العراق) أو ما يعرف بالسواد قبيل الفتح الإسلامي للعراق. اما في الفترة المعاصرة فيقتصر استخدام اللغة المندائية على الطقوس الدينية واستعمال بسيط في الحياة اليومية قريب من الانقراض. ترابط الفروع المعاصرة للغة الآرامية غامض نوعاً ما وربما يعود هذا لتطور العديد منها في بيئات منعزلة عن الأخرى مثل لهجات معلولا أو شمال العراق أو الأهواز وجنوب العراق أو منطقة اورمية ولهذا عدت هذه الفروع لغات منفصلة بحد ذاتها. كما أن عملية ربط اللغات الآرامية الحالية باللغة الآرامية القديمة عمل صعب، لكن مع هذا فإن اللغة المندائية تثبت وجود مع مخطوطات بابلية قديمة ومع طريقة تدوين التلمود البابلي.

## مناطق الانتشار
تستخدم اللغة المندائية في الطقوس الدينية لدى كافة المندائيين لذا فرض تعلمها على رجال الدين في الديانة المندائية. وقد كانت اللغة المندائية منتشرة في تجمعات سكانية في مدن شوشتر ودزفول والمحمرة (خرمشهر) والأهواز في إقليم خوزستان في إيران. إضافة إلى رجال الدين الصابئة جنوب العراق. لكن تجمعات السكان المتحدثين بالمندائية قد نزحت من دزفول وشوشتر إلى الاهواز والمحمرة (تعرف حالياً باسم المحمرة) بعد مجازر تعرضوا لها خلال ال1880م. مما جعل الخرمشهر والأهواز أكبر تجمعين للناطقين بالمندائية في العالم. ولكن وبسبب الحرب العراقية الإيرانية فإن التجمع المندائي في المحمرة قد ترك المدينة ونزح إلى مدينة الأهواز أو إلى المهجر مما جعل مدينة الأهواز في إقليم خوزستان آخر موقع جغرافي يتواجد فيه تجمع يتحدث المندائية في حياته اليومية.

## التأثير في اللهجة العراقية العامية
للمندائية كما للغة الآرامية تأثير كبير في اللهجة العراقية المحلية وللمندائية بشكل خاص أثر كبير على اللهجات المحكية في جنوب ووسط العراق بالذات حيث تتداول العديد الكلمات ذات الأصل المندائي في اللهجة العراقية مثل:
- أكو، ماكو والتي تعني يوجد ولا يوجد.
- چا والتي تعني إذاً.
- يمعود[محل شك]، وترجية، وطرشي، وصاية وصرماية وغيرها.[2]
- طٌب والتي تعني أدخل من الفعل المندائي طبا والتي تعني دخل.

## الانقراض
اللغة المندائية حالياً على شفير الانقراض حيث أن مجموع من يتحدثون بها حوالي 100 شخص في العالم، 40% منهم من رجال الدين و10 اشخاص منهم فقط في العراق والبقية في إقليم خوزستان في إيران.
لكن وحسب مصدر آخر فإن القادرين على التحدث بالمندائية حوالي 500 شخص عام 2001 معظمهم ثنائيي اللغة حيث يتحدثون إما اللغة الفارسية (اللهجة الغربية) أو العربية (اللهجة العراقية أو الأهوازية). كما أن نسبة كبيرة منهم هم من كبار السن.
ويتحدث هؤلاء اللهجة المندائية الأهوازية، في حين أن لهجة شوشتر المندائية يعتقد انها انقرضت أما بالنسبة للهجة المندائية العراقية الحديثة فهي منقرضة في القرن العشرين. كما قد أفاد بعض الآشوريين بوجود متحدثين للغة المندائية في الولايات المتحدة الأمريكية حيث يسميهم الآشوريون يوخنّايي